# Einar Lind
Einar Lind var också en pseudonym för författaren-journalisten Nils Hydén (1870–1943).
Einar Alexius Lind, född 9 juli 1898 i Tanums socken, död 6 juni 1976 i Göteborg, var en svensk, socialdemokratisk riksdags- och kommunpolitiker.
Lind var ledamot av riksdagens andra kammare för Göteborgs och Bohus län 1934–1936, av 3:e tillfälliga utskottet 1934–1936 och av försvarsutskottet 1936. Han var vidare ledamot av stadsfullmäktige i Göteborg 11 november 1939–1958.
Einar Lind studerade vid Kristinehamns praktiska skola 1916-17, och blev anställd som springpojke i en livsmedelsaffär 1914–1916, därefter lantbrukselev 1916–1918, sjukvårdare vid flottan 1918–1919, vaktmästare vid Göteborgs fattigvård 1919–1926, fattigfogde och assistent vid Göteborgs fattigvård 1927–1941. Han blev förste kammarskrivare vid Göteborgs sjukhusdirektion 1939–1941, syssloman vid Göteborgs sjukhusdirektions fristående polikliniker 1942–1962 och för dispensärcentralen 1954–1962. 
Lind var ledamot av kommunalfullmäktige i Västra Frölunda landskommun 1931–1933, liksom av kommunens budgetberedning, skolstyrelse och nykterhetsnämnd, av skolnämnden i Lödösedistriktet 1939–1943, av familjebidragsnämnden 1940–1951, varav som ordförande 1948–1951, av pensionsnämnden i stadens 5:te distrikt 1940–1949, varav som ordförande 1945–1949, i 8:de distriktet som ordförande 1950–1953, och i 1 :sta distriktet som ordförande från 1954, av nykterhetsnämnden 1941–1943, av fattigvårdsstyrelsen 1944–1956, varav som ordförande 1949–1956, av fattigvårdsstyrelsens första distrikt som ordförande 1948–1950, av styrelsen för föreningen Skyddsvärnet i Göteborg och kassaförvaltare från 1949, av fattigvårdsstyrelsens nämnd för den inre vården 1950–1956, varav som ordförande 1951–1956, av socialnämnden som ordförande 1957, av nämndenämnden som ordförande 1957, nämndeman vid Göteborgs rådhusrätt från 1959, studieledare i NTO:s Göteborgsdistrikt, föreläsare på ABF. 
Lind var ordförande i klubbar, kretsstyrelser och distriktsstyrelser inom Sveriges socialdemokratiska ungdomsförbund under åren 1919–1932.
Grundare och utgivare av tidningen "Vi på Lv 6", 1942. 

## Familj
Einar Lind var son till sjökapten Mikael Lind och Augusta Laurina Lind, född Jakobsson, och gift 1928 med Hanna Olivia Fischer (1903–1989). Barn: Bertil, född 1929; Folke, född 1931; Ulla, född 1936 och Sune, född 1942. 